# 살렌토반도
살렌토(이탈리아어: Salento, (살렌토어: Salentu, 살렌토 그리코어: Σαλέντο)는 테라 도트란토로도 알려진, 이탈리아 남부 풀리아주의 남쪽 끝에 위치한 역사, 문화, 지리 지역이다. 이탈리아반도 내에 위치한 반도이며, 때때로는 이탈리아 '장화'의 '뒤꿈치'라 묘사된다. 레체현 전체, 브린디시현과 타란토현의 대부분 영역으로 이뤄져 있다.
살렌토반도는 과거에는 칼라브리아 또는 메사피아 등 다양하게 일컬어졌다.

## 역사
메사피아(그리스어 Μεσσαπία)는 오늘날 살렌토와 대부분 일치하는 이탈리아 지방의 옛 명칭이었다. 고대 시대에는 메사피족이 주로 거주했었다. 포코르니는 재현한 인도유럽조어 *medhyo- ('중앙'을 의미), *ap- ('물'을 의미, 이에 따라 메사피아/Mess-apia는 '물 한 가운데'를 의미)등에서 메사피아라는 지명의 어원을 추론해냈다. 포코르니는 지명 메사피아를 '소금물'을 뜻하는 풀리아의 도시 '살라피아'라는 또 다른 고대 이탈리아의 지명에 비유했다.
후기 청동기 시대의 취락들은 복잡성을 띠고 상대적으로 부유했으며, 철기 시대가 도래하면서 이 취락들은 부를 상실하였고 흩어진 오두막 수준으로 규모가 퇴보하였다. 농부들은 곡물을 경작하였고 가축을 기르기 위해 목초지를 이용했다. 훗날 고졸기 시대의 석재 주택들이 묘지와 함께 세워졌다. 그리스인들과의 교역 관계 역시도 형성되었다. 잉여 생산물과 포도주 및 올리브유의 생산 증대는 헬레니즘 시대 문화를 가능케 하였다. 로마인들은 기원전 3세기에 살렌토 지역을 정복하였다.

## 지리

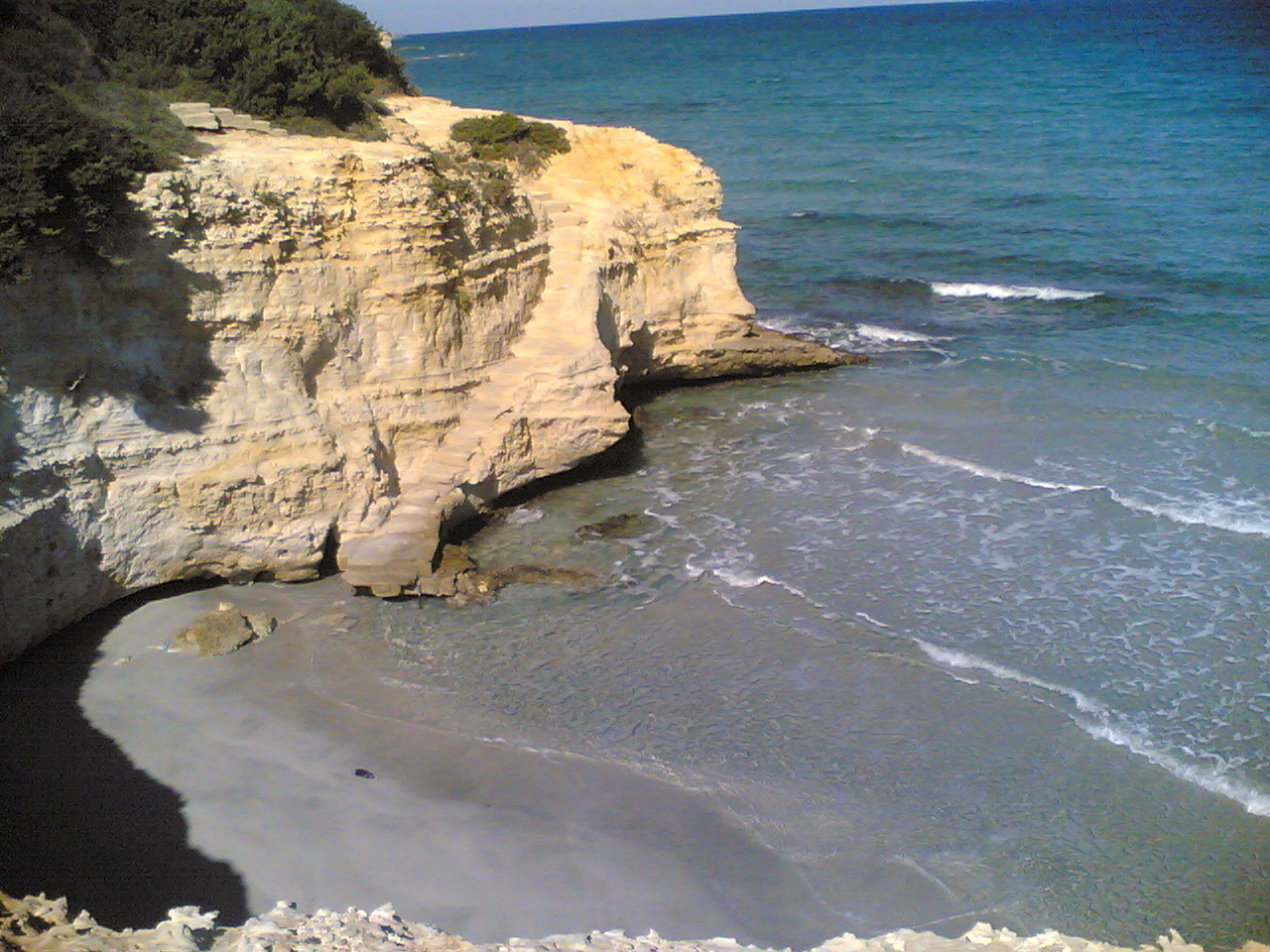
오트란토 북부에 위치한 콘카스페키울라의 해안

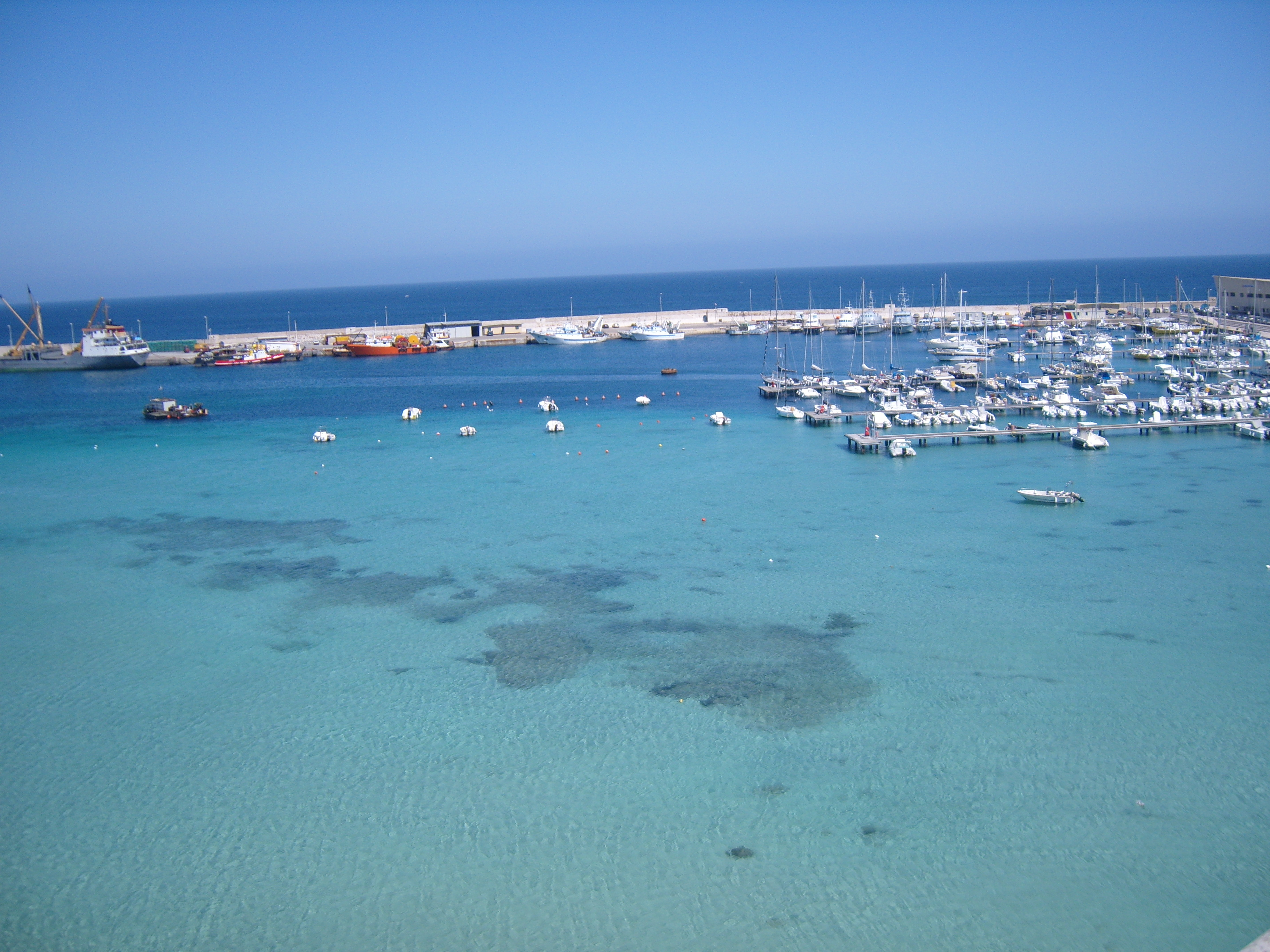
오트란토항

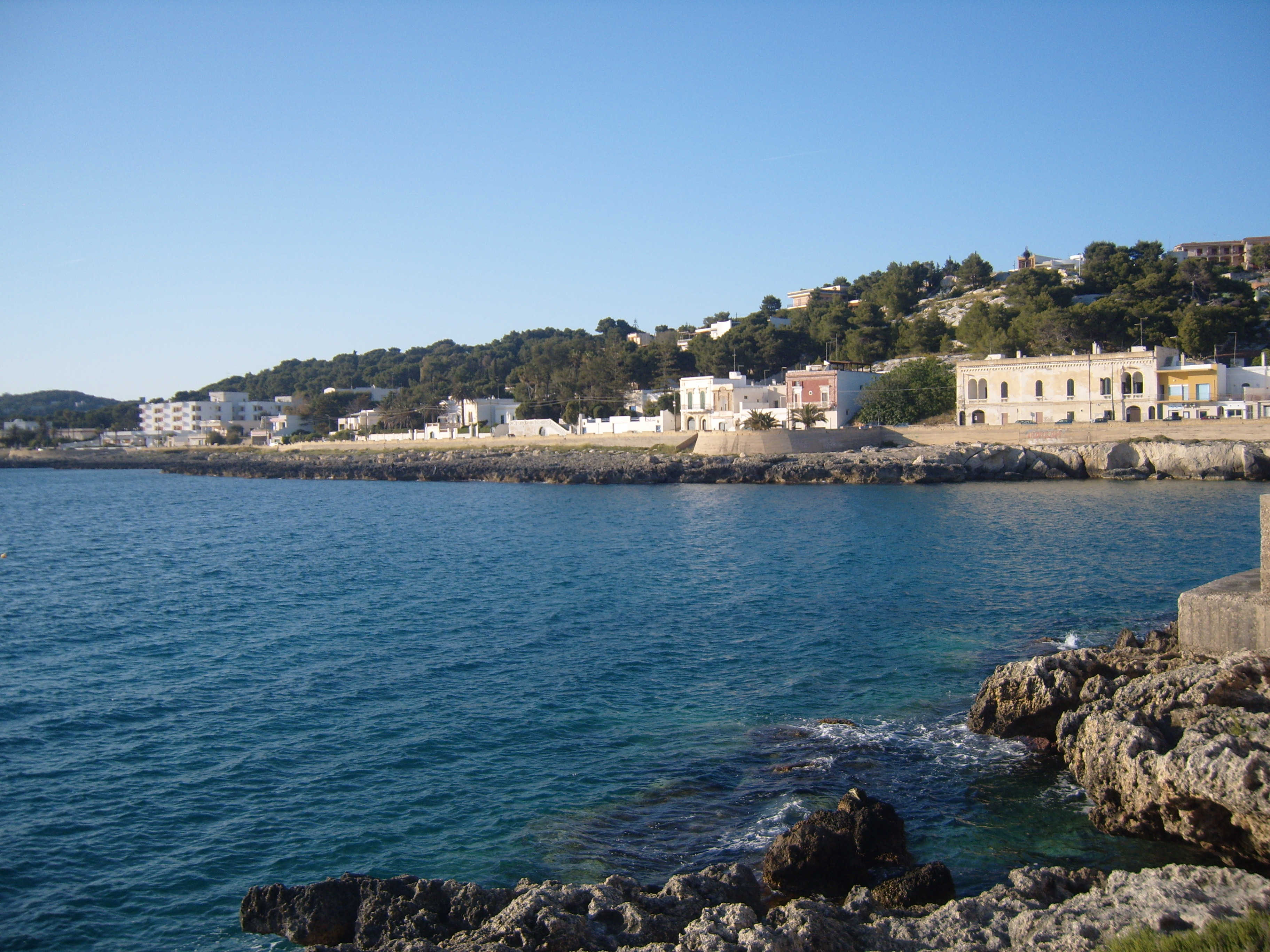
산타마리아알바뇨 해

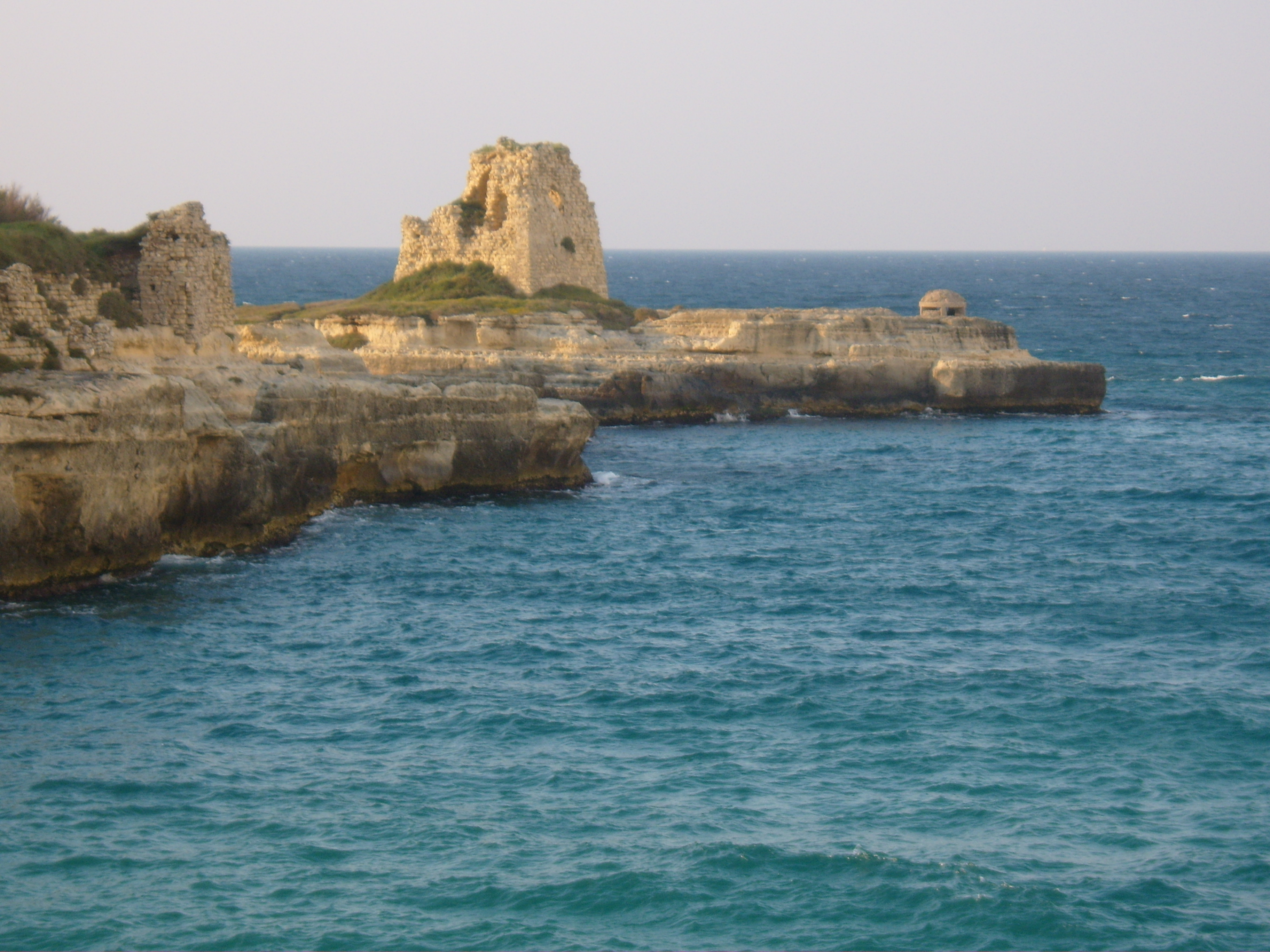
로카 베키아의 16세기 살렌토의 해안 탑

동쪽으로 오트란토해협과 서쪽의 타란토만, 북쪽으로는 아드리아해, 남쪽으로는 이오니아해를 나누고 있는 살렌토반도는 석회암으로 이뤄져 있다. 살렌티나반도로도 알려진 이곳은, 지형태학적인 관점에서 이오니아해와 아드리아해 사이의 경계에서부터 '메사피아 문턱'까지를 포함하고 있으며 이곳 침하 지역은 타란토-오스투니를 따라 이어지며 무르게 지역과는 분리되어 있다.
뜨겁고 건조한 여름과 온화하고 비 내리는 겨울 날씨를 지닌 이곳은 전형적인 지중해성 기후를 띠며 이런 점은 올리브, 감귤, 종려나무 재배에 적합한 상태를 제공해준다. 일반적으로 평평하고 바다로 둘러싸인 이곳 지형은 이곳에 일년 내내 바람이 많이 부는 곳으로 만들게 한다.
낮 동안 일반적으로 섭씨 10도를 맴도는 기온을 지닌 겨울은 온화하고 비가 자주 내린다. 북동쪽에서 간헐적으로 부는 보라는 이탈리아반도 동쪽에 차가운 공기를 가져온다. 최근 2017년에 강설이 기록되었고 살렌토 해안 지역에서는 일반적으로 아주 드문일이다. 이와 대조적으로, 남쪽의 시로코는 한겨울 달에 섭씨 20°에 해당하는 따뜻한 기온을 가져온다.
이탈리아 남부의 대부분과 함께 이곳의 여름은 뜨겁고 건조하며 일조량이 많다. 살렌토를 둘러싼 바다는 포자와 바실리카타에서 볼 수 있는 극심한 더위를 누그러뜨리는 한편, 여름 기온은 열파 시기에는 간헐적으로 섭씨 40° 또는 그 이상에 도달하며 여전히 높다. 이따금 남쪽에서 불어드는 시로코는 열파 동안 살렌토의 해안 마을들에 사하라의 먼지와 모래를 두고 가기도 한다. 습도는 높으며 여름에는 뇌우가 내리친다.
살렌토의 접경은 다음 지역들이다:
- 타란토현의 타란토
- 브린디시현 오스투니 지역의 필로네
- 레체현의 산타마리아디레우카.

### 살렌토의 도시 및 마을

#### 레체현
아콰리카델카포, 알레사노, 알레치오, 알리스테, 안드라노, 아라데오, 아르네사노, 바뇰로델살렌토, 보트루뇨, 칼리메라, 캄피살렌티나, 칸놀레, 카프라리카디레체, 카르미아노, 카르피냐노살렌티노, 카사라노, 카스트리디레체, 카스트리냐노데그레치, 카스트리냐노델카포, 카스트로, 카발리노, 콜레파소, 코페르티노, 코릴리아노도트란토, 코르사노, 쿠르시, 쿠트로피아노, 디소, 갈리아노 델 카포, 갈라티나, 갈라토네, 갈리폴리, 주자넬로, 주르디냐노, 구아냐노, 레체, 레퀼레, 레베라노, 리차넬로, 말리에, 마르타노, 마르티냐노, 마티노, 멜렌두뇨, 멜리사노, 멜피냐노, 미자노, 미네르비노디레체, 몬테로니디레체, 몬테사노살렌티노, 모르차노디레우카, 무로레체세, 나르도, 네비아노, 노칠리아, 노볼리, 오르텔레, 오트란토, 팔마리지, 파라비타, 파투, 포자르도, 포르토체사레오, 프레시체, 라칼레, 루파노, 살리체살렌티노, 살베, 산카시아노, 산체사리오디레체, 산도나토디레체, 산피에트로인라마, 사나리카, 산니콜라, 산타체사레아 테르메, 스코라노, 세클리, 솔리아노 카보우르, 솔레토, 스페키아, 스폰가노, 스퀸차노, 스테르나티아, 수페르사노, 수라노, 수르보, 타우리사노, 타비아노, 티자노, 트레푸치, 트리카세, 툴리에, 우젠토, 우자노라키에사, 벨리에, 베르놀레, 촐리노.

#### 브린디시현
브린디시, 카로비뇨, 첼리노산마르코, 에르키에, 프란카빌라폰타나, 라티아노, 메사녜, 오리아, 오스투니, 산도나치, 산미켈레살렌티노, 산판크라치오살렌티노, 산피에트로베르노티코, 산비토데이노르만니, 토르키아롤로, 토레산타수산나, 빌라카스텔리.

#### 타란토현
아베트라나, 카로시노, 파자노, 프라가냐노, 그로탈리에, 레포라노, 리차노, 만두리아, 마루조, 몬테이아시, 몬테파라노, 풀사노, 로카포르차타, 산조르조이오니코, 산마르차노디산주세페, 사바, 타란토, 토리첼라.

## 언어
극남 이탈리아어 중 하나인 살렌토 방언이 주로 사용되며, 옛 그리스어 방언 (그리코어) 역시도 일부 내륙 지역 마을들에서도 사용된다.

## 교통
가장 가까운 국제 공항들에는 브린디시 공항, 바리 공항 등이 있다 (후자의 경우에는 살렌토 밖에 있으나 그리 멀지는 않다).
2차로 고속도로 하나가 살렌토를 바리와 잇고 있다. 주 철도선은 레체에서 종착한다. 그 외 장소들에서는 지방 철도선이 지나간다.
레저항들에는 타란토, 브린디시, 갈리폴리, 산타마리아디레우카, 오트란토 등이 있다.

## 해안 탑
살렌토의 해안 탑들은 해상 감시탑으로, 살렌토반도의 해안가가 사라센들의 오랜 기간 해양 공격의 대상이었기에 세워진 것들이다. 초창기 탑들은 노르만인들이 건설한 것이었다. 현존하는 탑들은 주로 15세기와 16세기에 만들어진 것들이며 대다수가 현재 폐허로 남아 있다.

## 음식 및 요리법
살렌토 지역의 인기 요리 중 일부에는 다음을 포함한다:
- '오레키에테' (귀모양 파스타): 토마토 소스 그리고 리코타 스키안타(ricotta schianta)라는 말랑말랑한 치즈, 라피니 등으로 보통 만든다.
- '파르미자나 디 멜란차네': 가지, 토마토 소스 그리고 모차렐라 및 파르미냐노 레자노 치즈 등으로 만든다.
- '피타 디 파타테': 으깬 감자로 만든 짭조름한 파이.
- '투르치니에드리': '늄마레디'(Gnummareddi)로도 알려져 있으며,[4] 양 창자 구이이다.
- '푸르차드루치'(Purciaddruzzi): 꿀이 들어간, 손으로 반죽하여 튀긴 쿠키이며, 크리스마스 때 먹는다.

## 관광
레체현의 촐로 동굴은 주요 관광지 중 하나이다.

### 축제
살렌토의 사그라 음식 축제들에서는 지역 음식, 요리 방식, 지역 문화 등을 손 보여주고 있다. 이 공동 축제들은 살렌토 지역의 음식 문화를 소개하는 활기찬 행사이다.
살렌토는 이탈리아 동성애자들에게 있어서 주요 관광지이며, 바이아 베르데와 인접한 자연 해변이 위치한 남쪽의 갈리폴리를 주변으로 해수욕장을 개발하고 있다. 살렌토 프라이드가 매년 열린다.

## 갤러리

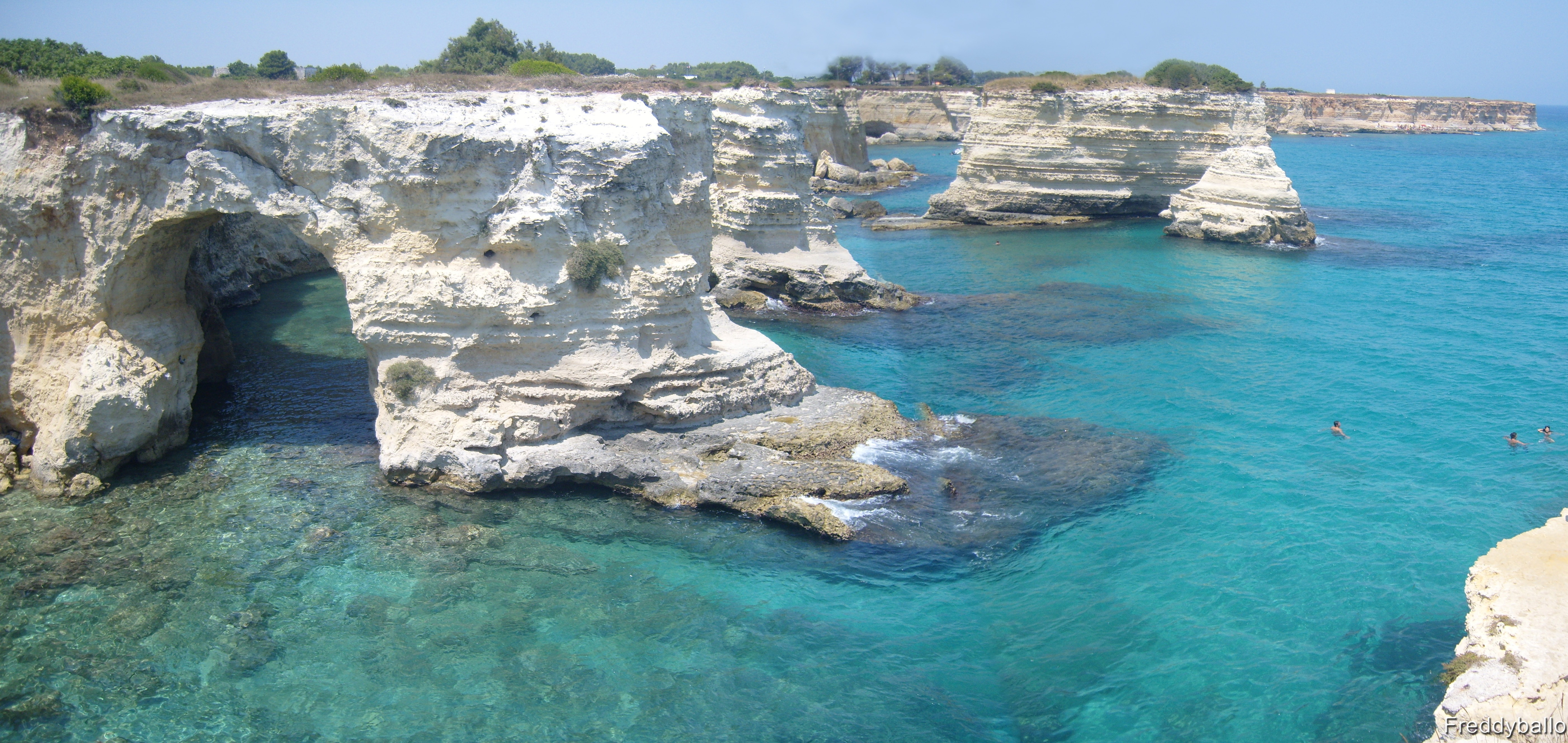
멜렌두뇨의 '마리나' 일부인 토레 산탄드레아의 모습

오트란토 인근 알리미니 그란데 호수

## 같이 보기
- 그레키아 살렌티나
- 살렌토 방언
- 마냐 그레차
- 이탈리아 카테파노령